# Hidrocarbur insaturat
Un hidrocarbur insaturat és un hidrocarbur en el qual algun àtom de carboni no està insaturat (és a dir, unit a uns altres quatre àtoms exclusivament per enllaços simples) sinó que té algun enllaç doble o enllaç triple.
Els hidrocarburs insaturats poden ser de dos tipus: alquens (amb dobles enllaços) i alquins (amb triples enllaços). Tots ells són hidrocarburs lineals no cíclics.
Combustió:
Hidrocarbur insaturat + O₂ → CO₂ + H₂O

## Alquens
Tenen com a mínim un enllaç doble entre dos àtoms de carboni. El cas més simple és l'etilè, CH2=CH2.

## Alquins
Són els hidrocarburs lineals que tenen, com a mínim un enllaç triple. El més simple és l'acetilè